# تاريخ غرب إفريقيا

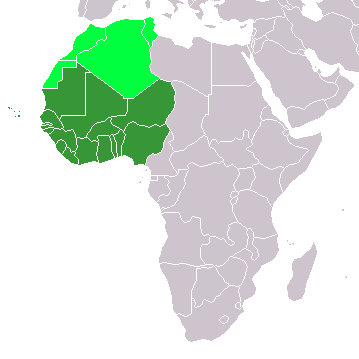
خريطة لأفريقيا يظهر عليها:
البلدان التي تشكل منطقة غرب أفريقيا من الناحية السياسية
بلدان أخرى لا تعتبر جزءًا من منطقة غرب أفريقيا من الناحية السياسية كبلدان غرب أفريقيا ولكنها تقع جغرافيًا في الجزء الغربي من القارة.

يُقسم تاريخ غرب أفريقيا بشكل عام إلى عصور ما قبل التاريخ، والعصر الحديدي في أفريقيا، وعصر الدول الكبيرة المُزدهرة، والفترة الاستعمارية، وأخيرًا عصر ما بعد الاستقلال، والذي تشكّلت فيه الدول الموجودة حاليًا، وتتوضع المنطقة غرب المحور الشمالي الجنوبي الوهمي الذي يتوضع على خط طول 10 شرق، ويحدها كلّ من المحيط الأطلسي، والصحراء الكبرى.
بدأ تطوّر الزراعة المستقرة خلال العصر الهولوسيني في غرب أفريقيا، وبحلول عام 400 قبل الميلاد كان هناك اتصال مع حضارات البحر المتوسط، وشملت التجارة تصدير الذهب والقطن والمعادن والجلود، بالتبادل مع النحاس والخيول والملح والأقمشة والخرز.
تطوّرت حضارة نوك (منذ 1500، وحتى 200/ 300 قبل الميلاد)، واختفت بطريقة مجهولة حوالي 500 للميلاد، واستمرت بذلك حوالي 2000 سنة، من ثم بنى شعوب سيرير الدوائر الميغاليثية في سينيغامبيا (من القرن الثالث قبل الميلاد، حتى القرن السادس عشر الميلادي)، وكانت ممالك منطقة الساحل عبارة عن سلسلة من الممالك، أو الإمبراطوريات التي بنيت على الساحل والذي كان منطقة مراع جنوب الصحراء، وسيطروا على الطرق التجارية عبر الصحراء، وكانوا لا مركزيين جدًا، فقد تمتعت المدن التابعة لهم بقدر كبير من الحكم الذاتي، أما إمبراطورية غانا فقد تأسّست في أوائل القرن السابع الميلادي، وجاءت بعدها إمبراطورية سوسو في عام 1230، وإمبراطورية مالي في القرن الثالث عشر الميلادي، من ثم خلافة سونجهاي وسوكوتو، وكان هناك أيضًا عدد من الإمبراطوريات، والولايات في الغابات في هذه الفترة.
بعد انهيار إمبراطورية سونعاي نشأت عدد من الدول الأصغر في جميع أنحاء غرب أفريقيا، بما في ذلك إمبراطورية بامبرا في سيغو، ومملكة كاراتا لشعب البامبارا الأصغر منها، ومملكة خاسو لشعب فولا/مالينكي (تتوضع في منطقة كايس في مالي حاليًا)، وإمبراطورية كينيدوغو في سيكاسو.
شكّل التجار الأوروبيون قوة هامة للمرة الأولى في المنطقة في القرن الخامس عشر، واستؤنفت تجارة العبيد الأفارقة عبر المحيط الأطلسي عندما أخذ البرتغاليون مئات الأسرى إلى بلادهم لاستخدامهم كعبيد، ومع ذلك لم تبدأ على نطاق واسع حتى رحلة كريستوفر كولومبوس إلى الأمريكيتين، والطلب اللاحق على العمل الاستعماري الرخيص، ومع ازدياد الطلب على العبيد سعى بعض حكام الدول والممالك الأفريقية في المنطقة إلى تلبية الطلب من خلال استمرارهم بالحروب مع جيرانهم؛ وبالتالي حصولهم على أسرى جدد. أصدرت الحكومات الأوروبية، والأمريكية، والهاييتية تشريعًا يحظر تجارة الرقيق عبر المحيط الأطلسي في القرن التاسع عشر، على الرغم من أن آخر دولة ألغت ذلك هي البرازيل في عام 1888.
أطلق شعب الفولاني الذي يقطن في منطقة مرتفعات فوتاجلون أول جهاد إصلاحي في المنطقة، ليطيح بالأرواحية (الإحيائية) المحلية، والنخبة الناطقة بلغات الماندي، محاولين جعل مجتمعهم أقرب إلى الديموقراطية إلى حد ما، وفي نفس الوقت بدأ الأوروبيون بالسفر إلى داخل أفريقيا بهدف التجارة والاستكشاف، إذ بدأ مونغو بارك (من 1771 حتى 1806) بأول بعثة كبيرة إلى داخل المنطقة، وكان يتتبع نهر النيجر حتى بلغ تمبكتو، ولحقت به الجيوش الفرنسية بعد فترة لم تكن قصيرة.
في سباق التدافع على أفريقيا في ثمانينيات القرن التاسع عشر بدأ الأوروبيون باستعمار المناطق الداخلية لغرب أفريقيا، وكانوا يسيطرون في السابق على موانئ تجارية على طول السواحل والأنهار. وفي أعقاب الحرب العالمية الثانية، عمّت حملات الاستقلال جميع أنحاء غرب أفريقيا، وبصورة خاصة في غانا في ظل حكم الزعيم الوحدوي الأفريقي كوامي نكروما (من 1909 حتى 1972)، وبعد حوالي عقد كامل من الاحتجاجات، وأعمال الشغب، والاشتباكات صوّتت غرب أفريقيا الفرنسي لصالح الحكم الذاتي في استفتاء عام 1958، وانقسمت إلى الدول الموجودة اليوم، وحصلت جميع المستعمرات البريطانية على الحكم الذاتي في العقد التالي.
منذ الاستقلال عانت غرب أفريقيا من نفس المشاكل التي تعاني منها القارة الأفريقية، خاصة الديكتاتوريات، والفساد السياسي، والانقلابات العسكرية، كما أنها شهدت حروبًا أهلية دامية. وشهدت بعض البلدان تطوّرًا مطّردًا بسبب تطور الثروة النفطية، والمعدنية منذ أوائل القرن الواحد والعشرين، لكن مع استمرار عدم المساواة.

## الخلفية الوراثية
تشير دراسات الحمض النووي المتقدري للإنسان أن لكل البشر أسلاف مشتركة من أفريقيا، نشأت في المناطق الجنوبية الغربية من القارة بالقرب من الحدود الساحلية الفاصلة بين ناميبيا وأنغولا. وبسبب الأعداد الكبيرة للأفارقة الغربيين الذين استُعبدوا ونقلوا عبر الأطلسي، فمن المرجح أن يكون معظم الأمريكيين من أصول أفريقية  ذوي أصول مختلفة من غرب أفريقيا.

## التاريخ الثقافي
غالبًا ما تقسم الحدود بين دول غرب أفريقيا الحالية مجموعات عرقية واحدة بين دولتين أو أكثر، وعلى عكس مناطق وسط وجنوب وجنوب شرقي القارة، فلا يتحدث سكان غرب أفريقيا لغات البانتو.

### ما قبل التاريخ
حدث في الألفية العاشرة قبل الميلاد تطور في تقنيات استخدام النار، واستراتيجيات البقاء في أونجوغو في وسط مالي، وتشير الأدلّة الأثرية من وسط مالي إلى أن شعوب غرب أفريقيا اخترعت الفخار بشكل مستقل في المنطقة في فترة ما قبل 9400 قبل الميلاد، ويُعتقد أنه في تلك الفترة بدأ السكان المحليون بالاستقرار أكثر، واستخدام الفخار لتخزين وطهي الحبوب.
خلال العصر الهولوسيني بدأت عملية تحوّل الصحارى الخضراء إلى أرض صحراوية لتصبح الصحارى الموجودة حاليًا.

### العصر الحديدي
ظهرت صناعة الحديد في أفريقيا جنوب الصحراء حوالي 2000-1200 قبل الميلاد. يعتقد بعض علماء الآثار أن تعدين الحديد طُوّر بشكل مستقل في غرب أفريقيا جنوب الصحراء الكبرى.
أدى الاستخدام المتزايد للحديد إلى تحسين الأسلحة، ومكّن المزارعين من توسيع إنتاجهم الزراعي، وإنتاج محاصيل فائضة، ما ساعد على نمو وتطور المدن الحضرية إلى إمبراطوريات.
بحلول عام 400 قبل الميلاد، كانت الاتصالات مع حضارات البحر المتوسط موجودة، ونشأت تجارة مربحة قامت بموجبها غرب أفريقيا بتصدير الذهب، والأقمشة القطنية، والحلي المعدنية، والسلع الجلدية شمالًا عبر طرق التجارة عبر الصحراء، في مقابل النحاس والخيول والملح والأنسجة والخرز. في وقت لاحق، بدأت تجارة العاج، والعبيد، وجوز الكولا.

### الحقبة الاستعمارية
في عام 1725 أطلق الشعب الفولاني الذين يقطنون في فوتاجلون أول جهاد إصلاحي في المنطقة، ليطيحوا بالأرواحية (الإحيائية) المحلية، والنخبة الناطقة بلغة الماندي، محاولين جعل مجتمعهم أكثر ديمقراطية ولو قليلًا، وحدثت حركة مماثلة على نطاق أوسع بكثير في مدن الهوسا في نيجيريا بقيادة عثمان دان فوديو، وهو إمام تأثّر بتعاليم أبو العباس أحمد التيجاني. وعظ عثمان ضد إسلام القادرية النخبوي، وكان يملك قاعدة شعبية واسعة بين عامة الناس، وسرعان ما أصبحت خلافة صكتو أحد أكبر ولايات المنطقة، وألهمت العديد من حركات الجهاد اللاحقة في مالي، والسودان.
وفي الوقت نفسه بدأت حركة الأوروبيين في السفر إلى داخل أفريقيا للتجارة والاستكشاف بالتزايد.

### التدافع على أفريقيا
بدأ الأوروبيون سباق التدافع على أفريقيا في ثمانينيات القرن التاسع عشر عبر استعمارهم المناطق الداخلية لغرب أفريقيا، فقد كانوا يسيطرون في السابق على الموانئ التجارية على طول السواحل والأنهار، وكانت سلطنة واسولو التي أسّسها ساموري توري هي آخر من سقط، وعندما أُسِر في عام 1898 انتهت المقاومة العسكرية للحكم الاستعماري الفرنسي فعليًا.
سيطرت فرنسا على غرب أفريقيا، وتلتها بريطانيا، وكانت هناك عمليات استعمارية صغيرة من قبل ألمانيا (استمرت حتى 1914) وإسبانيا والبرتغال أيضًا، حتى أنه قبل عام 1958 كانت ليبيريا هي الوحيدة المستقلة في المنطقة، وبعد انتهاء تجارة الرقيق، باعت كل من الدنمارك وهولندا حصصهما الصغيرة في المنطقة.
لم يكن هناك مستوطنون بريطانيون دائمون، أو قواعد عسكرية في المنطقة، ولم يكن للندن خطط طويلة الأمد للانضمام لهم، أو الذهاب إلى بلادهم، واتفق الدبلوماسيون البريطانيون على إبرام اتفاقيات عسكرية مع القبائل المحلية التي كانت بحاجة إلى حماية بريطانية من توسّع قبائل شعب الأشانتي، وخاضت بريطانيا حروبًا مع الأشانتيين بشكل متكرر في ساحل الذهب في 1823، و1824 حتى 1831، و1863 حتى 1864، و 1873 حتى 1874، و1895 حتى 1896، وفي 1900، وكانت آخر حربين انتصارين واضحين لبريطانيا، أما بالنسبة للفرنسيين، فقد كان لديهم طموح أكبر في غرب أفريقيا، ولم تشمل التجارة فقط، بل إعادة بناء إمبراطوريتهم المفقودة، وكان لديهم أحلام بتوطيد إمبراطورية أفريقية شاسعة، عن طريق الانتقال من البحر المتوسط إلى الصحراء الكبرى، والانتقال شرقًا إلى نهر النيل، وجنوبًا باتجاه منطقة نهر الكونغو التي بسط ليوبولد الثاني ملك بلجيكا سيطرته عليها.

### غرب أفريقيا في فترة ما بعد الاستعمار
انتشرت حملات الاستقلال في جميع أنحاء غرب أفريقيا بعد الحرب العالمية الثانية، خاصة في غانا تحت قيادة الأفريقي كوامي نكروما (1909 حتى 1972)، وبعد عقد من الاحتجاجات صوّتت غرب أفريقيا الفرنسي لصالح الحكم الذاتي في استفتاء عام 1958، وانقسمت لنفس الدول الموجودة حاليًا، وحدث ذلك في معظم المستعمرات البريطانية في العقد التالي، فكانت غانا أول دولة من دول جنوب الصحراء الأفريقية الكبرى تحصل على الاستقلال في عام 1957، تلتها غينيا في العام التالي بقيادةسيكو توري بعد سنة واحدة، ومن بين 17 دولة أفريقية نالت استقلالها في عام 1960، كانت تسعة دول منها في غرب أفريقيا.
اتسم التاريخ السياسي لغرب أفريقيا بصعود الاشتراكية الأفريقية. واعتنق كل من سنغور، ونكروما، وتوري فكرة الاشتراكية الأفريقية، وشهد عام 1983 صعود الاشتراكي توماس سانكارا إلى السلطة في بوركينا فاسو، والذي غالبًا ما كان يُقال عنه «تشي جيفارا أفريقيا».

### الحروب الأهلية في فترة ما بعد الاستعمار
- الحرب الأهلية النيجيرية (1967-1970).
- الحرب الأهلية الليبيرية الأولى (1989-1997).
- الحرب الأهلية الليبيرية الثانية (1999-2003).
- الحرب الأهلية السيراليونية (1991-2002).
- حرب غينيا بيساو الأهلية (1998-1999).
- الحرب الأهلية العاجية الأولى (2002-2007).
- الحرب الأهلية العاجية الثانية (2010-2011).